# Meurosee
Der Meurosee, auch Meuroer See, ist ein künstlich angelegtes Gewässer auf dem Gelände des ehemaligen Tagebaues Meuro. Er ist zusammen mit der Westmarkscheide und dem Mariensumpf Teil der Rekultivierungs- und Renaturierungsbestrebungen. Die Flutung und Renaturierung, sowie Bepflanzung des umliegenden Gebiets sind seit 2000 begonnen und noch nicht abgeschlossen. Geplant ist ein Wasserstand von 116 m ü. NN bei Abschluss.
Ein Problem ist die Einspülung belasteter Schlämme bei der Flutung. Die Folgen für das entstehende Naturschutzgebiet müssen bewertet, und gegebenenfalls entsprechende Maßnahmen ergriffen werden.
Im Jahr 2002 wurde die Fläche durch die Stiftung NaturSchutzFonds von der LMBV erworben. Sie dienen auch als Ausgleichsfläche für den Lausitzring.

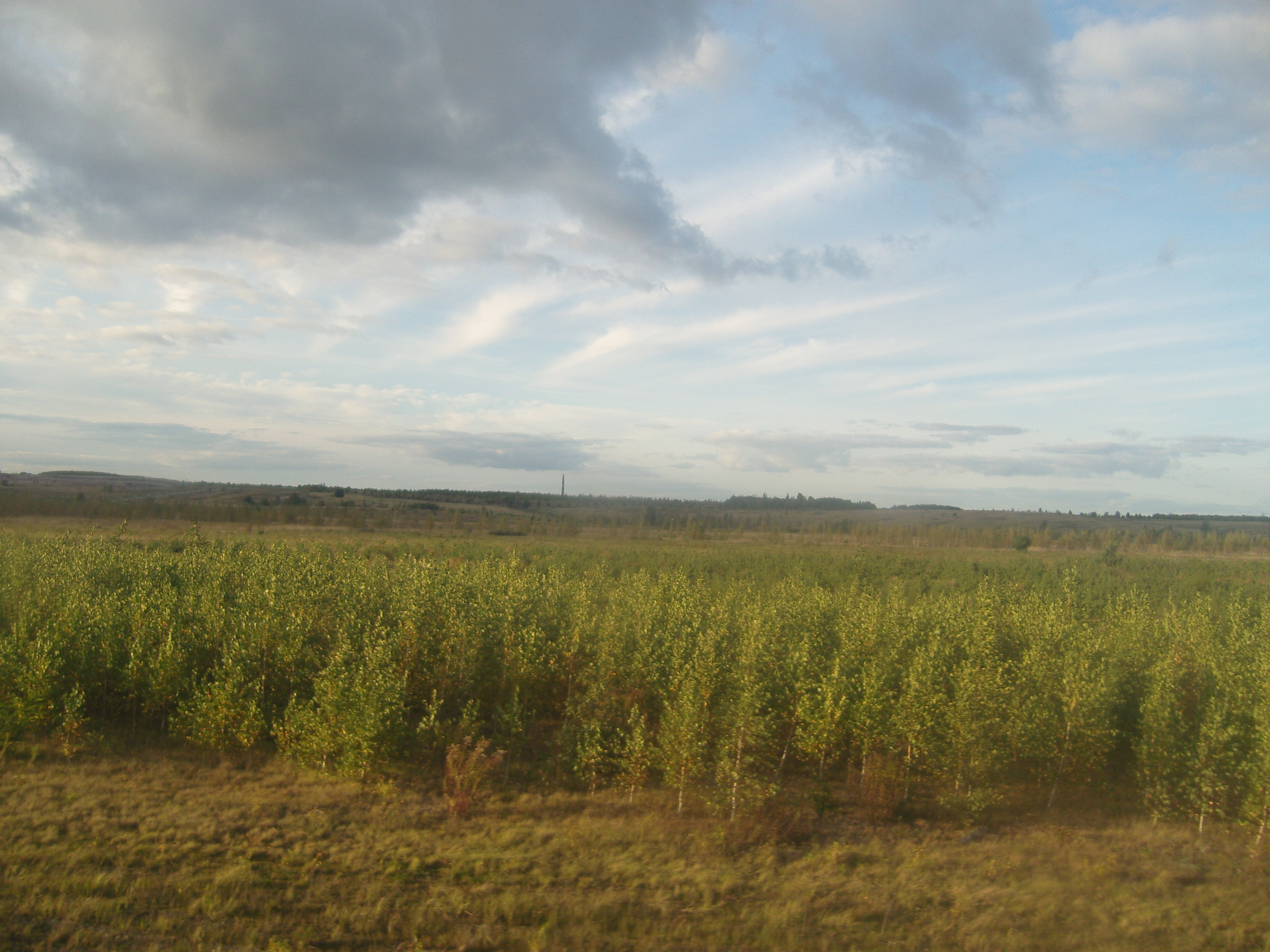
Blick auf das Gelände noch ohne sichtbaren See